# 第5號鋼琴協奏曲 (貝多芬)

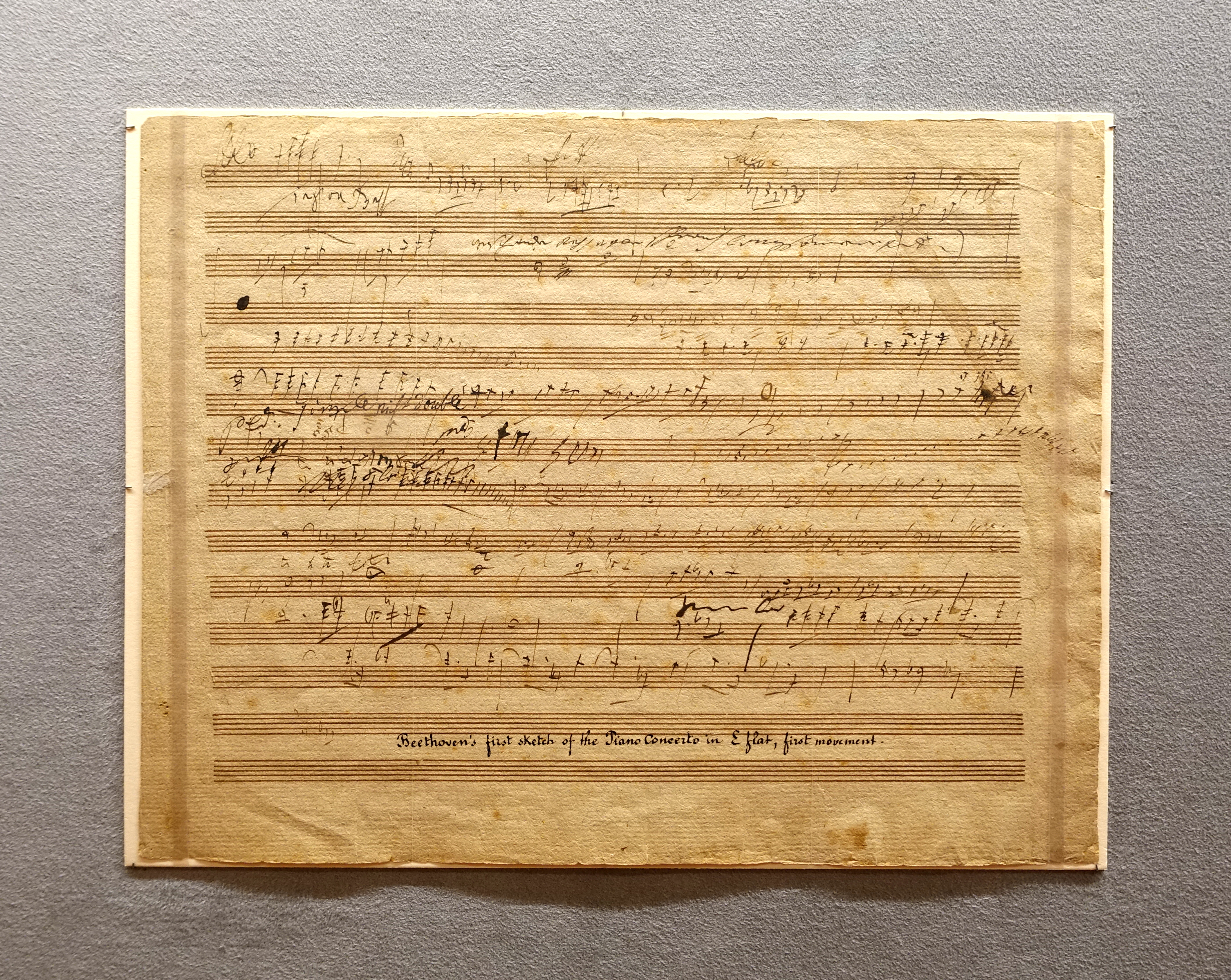
贝多芬第五钢琴协奏曲第一乐章的手稿

E♭大調第5號鋼琴協奏曲，作品73，又喚作「帝皇」或「皇帝」協奏曲，乃貝多芬的第五首鋼琴協奏曲作品，貝多芬曾將此作品獻予奧地利的魯道夫大公。

## 背景
1809年4月至5月間，奧地利遭到法軍攻擊，維也納陷入四面楚歌之中。貝多芬亦在機緣巧合下，躲進弟弟的地窖當中，以枕頭遮蓋著頭隔著法軍之炮火，至於身兼貝多芬學生及朋友的魯道夫大公，更因此逃往城外。次年1月，當魯道夫大公凱旋時，貝多芬遂將此作品獻給了他，及在1810年2月4日將手稿交予布赖特科普夫与黑特尔音乐出版社。

### 首演
受到戰事影響，首演被迫移師至維也納以外地方，然而，1811年11月28日在萊比錫之首演，反而獲得空前成功，各報章亦因而稱讚該曲為「有史以來最獨一無二、最天馬行空、最傳神，亦是最困難的協奏曲之一」。

## 分析

### 配器
- 獨奏鋼琴

| - 木管 - 長笛：2 - 雙簧管：2 - 單簧管：2 - 低音管：2 | - 銅管 - 法國號：2 - 小號：2 | - 定音鼓 | - 弦樂器 |

依照工具書《管弦樂作品手冊》指示，上述之配器可簡記為"2 2 2 2—2 2 0 0—tmp—str"。

### 曲式
此首合共40分鐘之協奏曲，共分下列三段樂章：
1. 快板（Allegro）
2. 稍快的慢板（Adagio un poco mosso）
3. 迴旋曲—快板（Rondo - Allegro）

第一樂章
本樂章之曲式十分龐大，約長二十分鐘，比其餘任何一個樂章長多於一倍。樂章以雄偉之姿態開始，由整個樂團演奏三個宏亮的和弦，中間穿插著鋼琴踏沓而來的琶音。鋼琴炫技的樂段過後，樂團奏出本樂章之主旋律，鋼琴則在九十五小節後方才出現，並以簡單之上行音階作引子，輕柔地帶出樂團奏起的一個主題。接著鋼琴跟樂團展開篇幅較長之對答，情緒跌宕起伏，其中一段鋼琴以厚重的和弦及應對管樂，靈感似乎來自法軍及奧軍於維也納之戰役。
第二樂章
此段落開始之時，先以弦樂以弱音演奏出溫柔而仿照詩歌之樂段，使得全個樂章增添夜闌人靜之感覺。其後則變得極簡樸—鋼琴以奇幻下行旋律作獨奏，及將開首樂段移至隨後作進一步發展，使得內容極為精緻。
第三樂章
本樂段帶有歡欣氣氛，先以七部迴旋曲（ABACABA）作開端，接著由奏鳴曲式與迴旋曲混合，到最後以鋼琴引發之華彩樂段作結。